# Fichier spécial

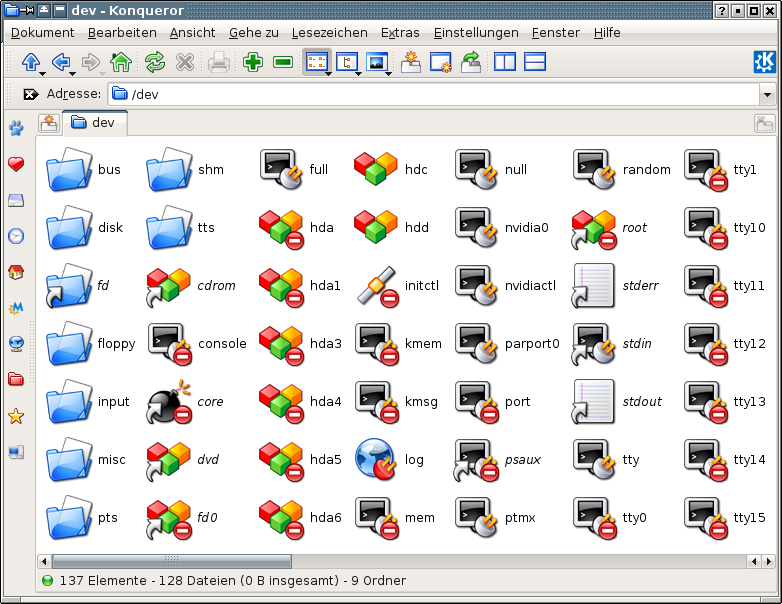
Systeme de fichiers UNIX

Un fichier spécial (special file), ou fichier de périphérique (device file), est la manière dont certains systèmes d'exploitation permettent d'accéder à un périphérique — unité d'entrée-sortie (écran, imprimante, clavier, souris, modem…), unité de stockage (disque dur, clef USB, CD-ROM, DVD-ROM, disquette…).
Pour l'utilisateur, le périphérique quel qu'il soit est vu de la même manière qu'un fichier ; par exemple, l'écriture sur un écran se fait de la même manière que l'écriture d'un fichier sur un disque dur.
Ils ont deux principaux modes d'accès : 
- Le mode caractère, où les données sont lues et écrites par caractère, un terminal ou des périphériques de saisie par exemple.
- Le mode bloc, où les données sont lues ou écrites par blocs de caractères, comme les secteurs d'un disque par exemple.